# 石盘水库
石盘水库是中国四川省简阳市境内的一座水库，位于沱江支流赤水河上，建于1981年。水库正常库容为5238万立方米，集雨面积为84平方千米，海拔为455.3米。